# Leganés
Leganés é uma cidade e município espanhol, situado na província de Madrid. Tem 43,1 km² de área e em 2021 tinha 187 762 habitantes (densidade: 4 356,4 hab./km²). Funciona como dormitório de Madrid. Apesar desta função suburbana possui fábricas de cimento, galvanoplastia e de artigos de madeira. Os seus arredores são ricos em cereais e legumes.[carece de fontes?] Nela há um campus da Universidad Carlos III de Madrid.